# Groot-Moravische Rijk
Het Groot-Moravische Rijk of Groot-Moravië (Oudkerkslavisch: Велья Морава, Velija Morava, Tsjechisch: Velká Morava, Slowaaks Veľká Morava, Latijn Magna Moravia) was een Slavische staat gevestigd rondom het huidige Moravië en dankt zijn naam aan de rivier Morava. 
Het ontstond uit het voormalige Rijk van Samo en wordt vermeld vanaf het begin van de 9e tot het begin van de 10e eeuw (907). 
Het omvatte het huidige Tsjechië, Slowakije, Hongarije en delen van de aangrenzende landen, onder andere Saksen en Silezië. De precieze grenzen zijn echter niet duidelijk overleverd.

## Geschiedenis
De vroege staatsvorming van de Moraviërs begon met het rijk van Samo (623-658), nadat de Westelijke Slaven zich vanuit het noordoosten in het huidige Moravië en westelijk Slowakije vestigden. In Mikulčice, Staré Město, Olomouc, Devín en Nitra zijn burgwallen uit de 9e eeuw gevonden die op hun militaire steunpunten wijzen. Na een periode waarover geen geschiedschrijving bekend is, wordt in het begin van de 9e eeuw Mojmir I als vorst vermeld. De precieze grenzen van diens rijk zijn niet overgeleverd.
Het bisdom Passau in Beieren kreeg het recht de Moraviërs te bekeren en daartoe erkende Mojmir I het koningschap van Lodewijk de Duitser van het Oost-Frankische Rijk. De Moravische adel nam in 822 deel aan de landdag in Frankfurt. Kort daarna liet Mojmir I zich in 831 door Byzantijnse zendelingen dopen. 
Pro-Frankische edelen en zendelingen werden verdreven. Deze verzelfstandiging werd bestreden door Lodewijk en een veldtocht bracht de pro-Frankische partij weer aan de macht. Maar de meerderheid van de adel riep opnieuw de steun van het Byzantijnse Rijk in. De van daaruit gestuurde zendelingen Cyrillus en Methodius kerstenden na 863 het volk en richtten een ‘nationale’ Slavische kerk op met het Oudkerkslavisch als kerktaal. 
In 864 dwong Lodewijk de opstandige leider Rastislav zich aan hem over te geven en de kerk weer onder controle van Beierse geestelijken te stellen. Niettemin wisten de Byzantijnse zendelingen paus Adrianus II te bewegen het 
Oudkerkslavisch naast het Latijn te erkennen. 

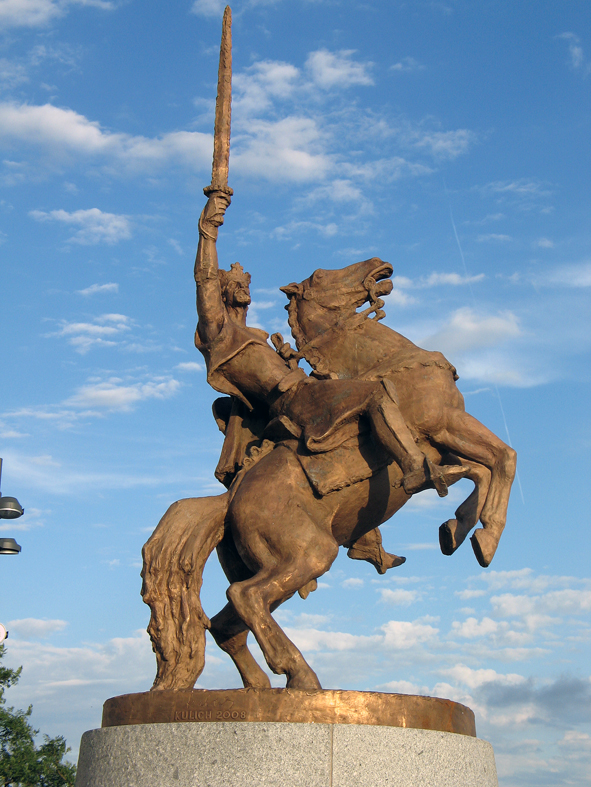
Svatopluk I

De strijd tussen Frankischgezinde en op onafhankelijkheid gerichte fracties ging nog enige tijd door en de nieuwe vorst Svatopluk I sloot na het verdrijven van de Franken uiteindelijk in 874 een akkoord met Lodewijk, dat hem een grote territoriale machtsuitbreiding mogelijk maakte over het huidige westelijk 
Hongarije, Silezië, Bohemen, Saksen en de Lausitz. Zijn rijk kreeg in 886 van Rome de erkenning als christelijke staat, maar wel tegen de voorwaarde dat de Byzantijnse priesters uitgezet en de Oudslavische liturgie afgeschaft zouden worden. 
Na de dood van Mojmir II en de Slag bij Pressburg (907) viel het rijk uiteen en ontstaan het vorstendom Hongarije, het Hertogdom Bohemen en het Hertogdom Beieren. Een klein deel in het noordwesten van het gebied werd onderdeel van de  de Poolse staat, een deel werd ingenomen door de West-Slavische Lutici en een deel viel aan het Oost-Frankische Rijk terug.

## Vorsten
| Naam         | Periode   | Opmerkingen                                      |
| ------------ | --------- | ------------------------------------------------ |
| Mojmir I     | 833 - 846 |                                                  |
| Rastislav    | 846 - 870 | neef                                             |
| Svatopluk I  | 871 - 894 | neef                                             |
| Svatopluk II | 894 - 899 | broer; in strijd met Mojmir II over heerschappij |
| Mojmir II    | 894 - 906 | zoon van Svatopluk I                             |